# Verzorgingsplaats Panjerd
Verzorgingsplaats Panjerd is een Nederlandse verzorgingsplaats gelegen aan de A28 Groningen-Utrecht in de gemeente De Wolden.
Er is een BP tankstation gevestigd.
Aan de overzijde van de weg, in de richting Utrecht-Groningen, ligt verzorgingsplaats Lageveen.
De parkeerplaats is voorzien van een spiegelafstelplaats en een Fastned oplaadpunt.
Richting Groningen: Vanenburg · Dasselaar · Leuvenhorst · Willemsbos · De Kraaienberg · Bornheim · De Markte · Dekkersland · Lageveen · Smalhorst · Peelerveld · Glimmermade
Richting Utrecht: Witte Molen · Zeijerveen · De Mussels · Panjerd · Haerst ·  't Loo · Vosbergen · De Haere · Hendriksbos · Drielander · Oldenaller · Hooglanderveen